# Zeitschlitz
Ein Zeitschlitz (englisch time slot) oder eine Zeitscheibe (englisch time slice) ist – in der Informationstechnik – ein Zeitabschnitt von fester Länge, innerhalb dessen eine Ressource genutzt werden kann und periodisch zur Verfügung steht.

## Nachrichtentechnik
In der Nachrichtentechnik ist beim Zeitmultiplexverfahren ein Zeitschlitz ein fest zugeordneter Zeitabschnitt innerhalb eines Übertragungsrahmens und entspricht meist einem Übertragungskanal (z. B. ein B-Kanal eines ISDN-Primärmultiplexanschlusses).

## Informatik
In Multitasking-Betriebssystemen, die auf dem Zeitscheibenverfahren beruhen, ist ein Zeitschlitz das Intervall, in dem die Prozessorleistung einem Task zur Verfügung gestellt wird. Nach Ablauf der Zeit übernimmt der Scheduler wieder den Prozessor. Anhand von Prioritäten entscheidet dieser, ob der aktuelle Task in einem weiteren Zeitschlitz ausgeführt wird oder ein wartender Prozess an der Reihe ist.